# Popularismo

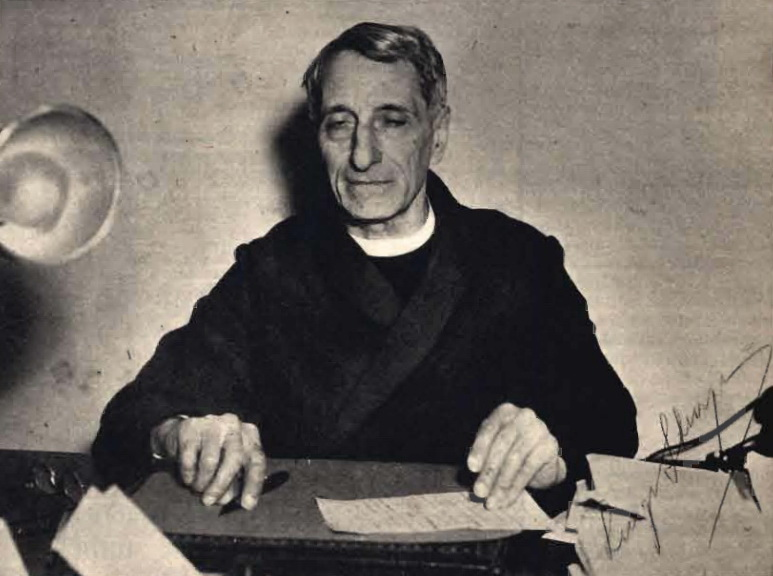
Don Luigi Sturzo en 1950

Símbolo del Partido Popular Italiano

El Popularismo (en italiano: Popolarismo) es una doctrina política centrista y democristiana concebida por Don Luigi Sturzo que fue la base ideológica del Partido Popular Italiano y más tarde de la Democracia Cristiana. Es una escuela de pensamiento distinta de la izquierda cristiana y de las corrientes más socialmente conservadoras de la Democracia cristiana distantes de la derecha cristiana.
Dentro de la democracia cristiana, el uso del nombre "Partido Popular" está muy extendido, tanto que los demócratas cristianos europeos decidieron nombrar Partido Popular Europeo como su partido en 1976. "Popular" o "del Pueblo" en este contexto consta de dos significados. La primera es la idea de que los partidos democristianos deberían tratar de trabajar hacia una política que sea para el bien de todos los miembros de la sociedad en contraposición a los partidos que promueven el bien de un grupo específico (es decir, de clase). El segundo se refiere a una sociedad donde las personas viven en una especie de armonía y donde las personas y los grupos se interesan y se preocupan por los demás.
A nivel económico, el popularismo obviamente mira a la economía social de mercado derivada de la doctrina social de la Iglesia católica. En definitiva, se basa en la cooperación y colaboración entre clases sociales y no en el antagonismo entre ellas y en la defensa tanto de la propiedad privada como del estado de bienestar. Debe recordarse la defensa de Don Sturzo de la libertad económica a principios de la década de 1950 contra el estatismo excesivo. De hecho, los seguidores de esta ideología, especialmente en sus encarnaciones dentro del Partido Popular Italiano y los Demócratas Cristianos, han sido llamados "populares" o más comúnmente al mismo tiempo "católicos".